# Bauausführung

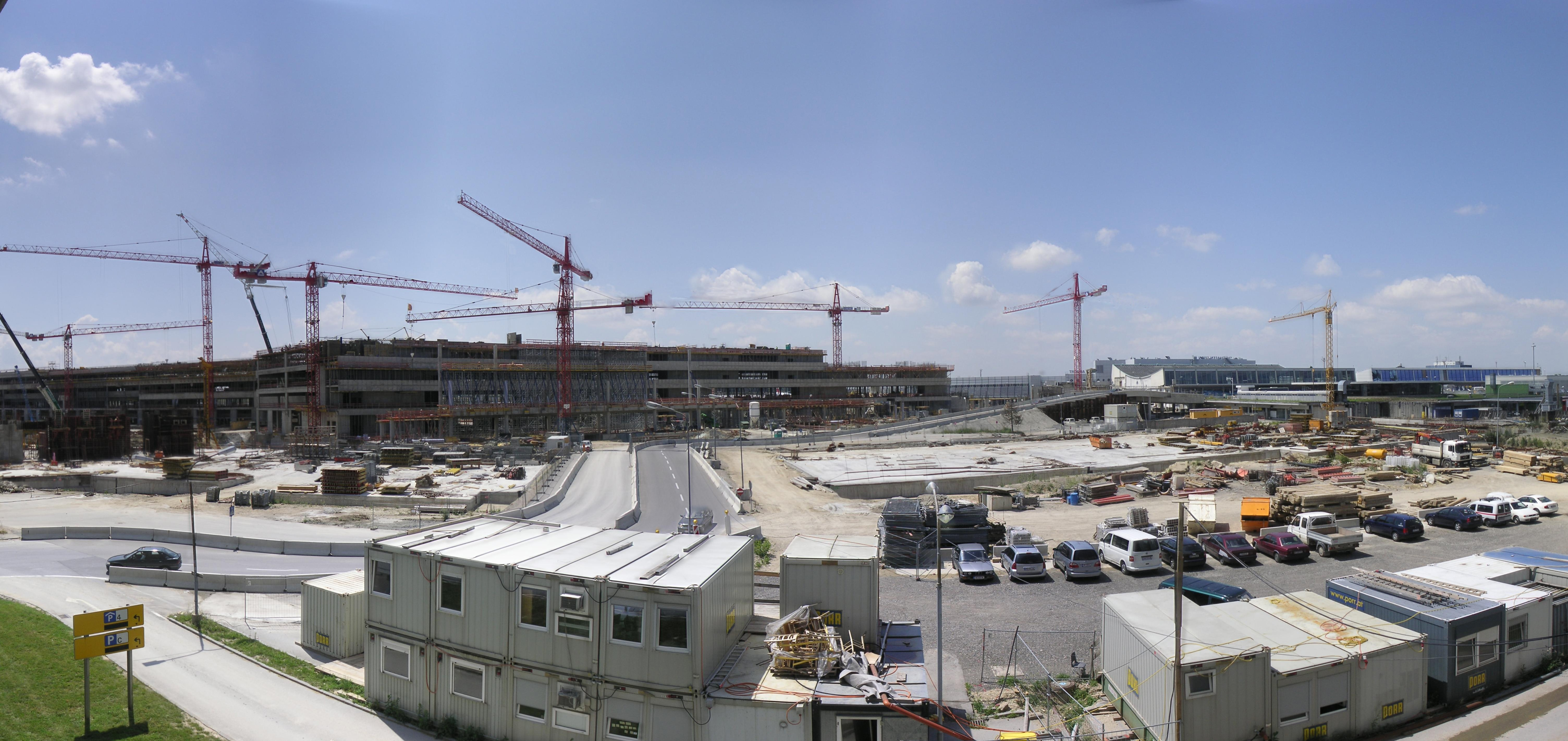
Baustelle am Flughafen Wien (Skylink-Terminal)

Aufbau eines vorgefertigten Hauses

Der Begriff Bauausführung bezeichnet die Phase der Herstellung eines Bauwerks mit Hilfe der Bautechnik. Die einzelnen Schritte der Bauausführung sind im Bauablauf festgelegt und werden mithilfe des Baumanagements organisiert.

## Zeitliche Abgrenzung
Die Bauausführung folgt im Bauprozess auf die Bauplanung. Sie beginnt mit dem Tage der ersten, der Errichtung dienenden Tätigkeit auf der Baustelle. Der „erste Spatenstich“ oder die Grundsteinlegung ist ein symbolischer Beginn, welcher meist nach tatsächlichem Baubeginn erfolgt.
Die Phase der Bauausführung endet mit der Bauabnahme des Bauwerkes durch den Bauherrn, oder dessen Bauleitung. Im Anschluss daran beginnt die Nutzung des Bauwerkes und die so genannte „Gewährleistungsphase“. 
Aufgrund des hohen Termindrucks im Bauwesen gibt es oft große Überschneidungen der Bauphasen. Die Bauplanung ist in der Regel noch nicht abgeschlossen, wenn die Bauausführung beginnt. Die Gewährleistungsphase kann für Teile des Bauwerkes schon früher beginnen. Dazu werden in der Regel Zwischenabnahmen durchgeführt.

## Beschreibung
Die Bauausführung findet auf der Baustelle statt. Dazu gehören alle auf dem Baugrundstück oder in seiner unmittelbaren Umgebung befindlichen Flächen, auf denen Bauarbeiten durchgeführt oder Materialien gelagert werden. Die Bauausführung wird von Bauarbeitern und Handwerkern mithilfe von Werkzeugen und Baumaschinen durchgeführt. Die Handwerker sind meist in Gewerken organisiert, die Bauausführung wird von der Bauleitung oder einem Polier geleitet und koordiniert. Für die Einhaltung der Richtlinien des Arbeitsschutzes ist der Sicherheits- und Gesundheitsschutzkoordinator zuständig. Der Fortschritt der Bauausführung wird – meist mithilfe von Bausoftware – in einem Bautagebuch dokumentiert.
Bei der Errichtung eines Bauwerks werden verschiedenste Baumaterialien benutzt. Sie werden in nach den Konstruktionsprinzipien der jeweiligen Baukonstruktion und Bauverfahren gefügt. Auf die Vorbereitung des Grundstücks folgt der Aushub und die Gründung des Bauwerks. Dann folgt die Errichtung des Bauwerks, meist in verschiedenen Bauabschnitten. Auf den Rohbau, der symbolisch mit dem Richtfest endet folgt der Ausbau bis zur Fertigstellung und Bauabnahme.